# Bermudezita
Bermudezita es un género de foraminífero bentónico considerado un sinónimo posterior de Minouxia de la subfamilia Minouxiinae, de la familia Eggerellidae, de la superfamilia Eggerelloidea, del suborden Textulariina y del orden Textulariida. Su especie tipo era Bermudezita borroi. Su rango cronoestratigráfico abarcaba el Cretácico superior.

## Discusión
Clasificaciones previas incluían Bermudezita en la superfamilia Textularioidea, del suborden Textulariina y del orden Textulariida.

## Clasificación
Bermudezita incluye a las siguientes especies:
- Bermudezita borroi